# Andreas Ekberg
Lars Christian Andreas Ekberg (nascut el 2 de gener de 1985), més conegut com a Andreas Ekberg, és un àrbitre de futbol suec. Ekberg actualment resideix a Malmö.
Ha estat designat àrbitre internacional per la fifa FIFA des de 2013. Esdevingué àrbitre professional el 2004 i ha estat àrbitre a l'Allsvenskan des de 2009. Ekberg ha arbitrat 185 partits a l'Allsvenskan, 56 partits a la Superettan i 72 partits internacionals des de 2021.